# Hőmérő

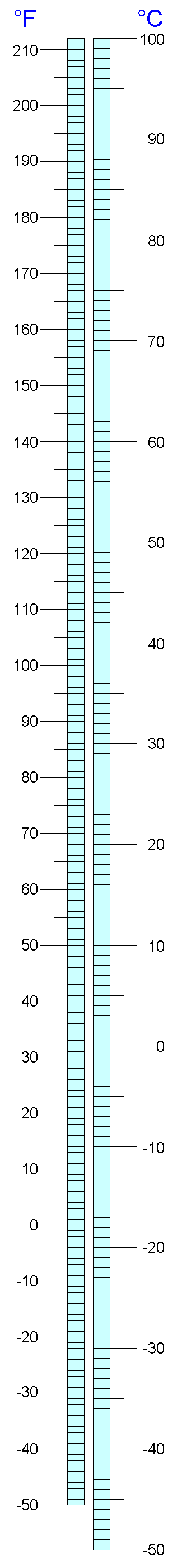
°F vs °C

A hőmérő a hőmérséklet mértékének jelzésére alkalmas eszköz, adott mérési tartományon belül, valamely hőmérsékleti skála beosztása alapján.
Fontos, hogy a hőmérő hőkapacitása (vagyis hőtároló képessége) a mérendő közeg hőkapacitásához képest elhanyagolható legyen, különben a hőmérő meghamisítja a mérést, ha a hő egy része a hőmérő melegítésére vagy hűtésére fordítódik. A hőmérő hőérzékelő anyagának tömege általában jóval kisebb a mérendő test tömegénél, tehát ez a hibaforrás többnyire nem áll fenn.
A hőmérsékleti egyensúly beállása, azaz amíg a hőmérő felveszi a mérendő test hőmérsékletét, a hőtehetetlenség miatt több-kevesebb időt igényel. A hőmérőt csak ez után a beállási idő után szabad leolvasni (ez például higanyos hőmérőknél 3-10 perc volt). A hőmérséklet-kiegyenlítődés exponenciális folyamat, vagyis a kijelzés eleinte gyorsabban, majd lassabban változik.

## Kontakthőmérők

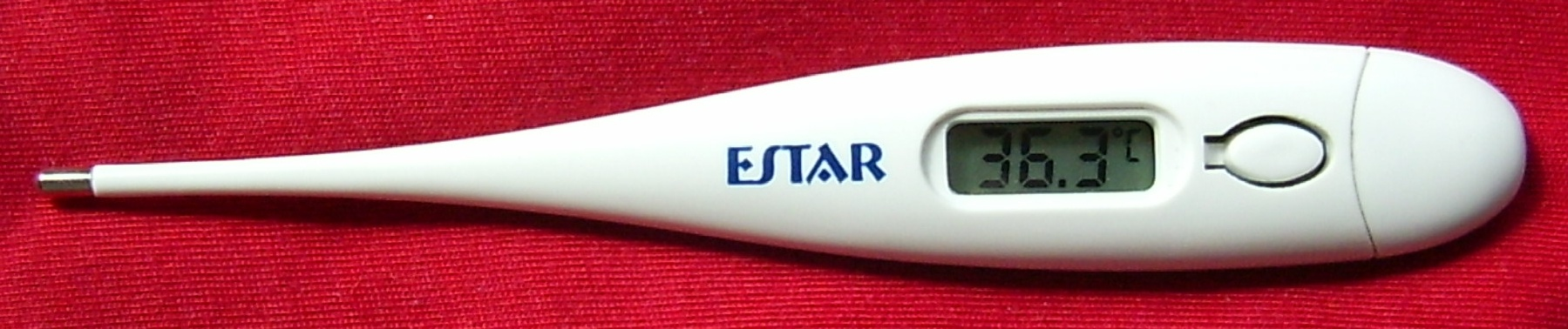
Digitális kijelzésű lázmérő

A kontakthőmérők mindig a saját hőmérsékletüket mérik. Ha elhanyagolhatóan kicsi a hőkapacitásuk a mérendő rendszeréhez képest, akkor jó közelítéssel annak hőmérsékletét jelzik.

### Termoszkóp
Termoszkópnak nevezünk minden olyan eszközt, amellyel testek hőmérsékletének változását tudjuk demonstrálni anélkül, hogy a változás nagyságát numerikusan mérnénk. Galilei foglalkozott először a hőmérő gondolatával, sikerült is a meleg levegő tágulását jelző termoszkópot készítenie.

### Folyadékhőmérők
Egy zárt edényben hőre táguló folyadék szűk csőben való viszonylagos gyors kiterjedése a hőmérséklet jelzésének alapja. A leggyakrabban használt hőmérőfolyadék a higany és az alkohol.
A higanyos hőmérők −30 °C és 300 °C között használhatók. −100 °C-ig alkohollal, −200 °C-ig pentánnal töltött hőmérők alkalmasak, maximálisan kb. 750 °C mérési maximum érhető el ezekkel. A higany ilyen felhasználását ma már törvénnyel tiltják a világ több országában, elsősorban az Európai Unió tagországaiban és az Egyesült Államokban.

#### Higanyos lázmérő
A hagyományos lázmérő olyan higanytöltésű hőmérő, amelynél a kapillárison lévő szűkület megakadályozza a higany tágulás utáni visszaáramlását. Így tartósan jelzi a mért maximumot. Erős rázással tudjuk a higanyt a tartályba visszajuttatni.
A higany mérgező tulajdonsága miatt ma már nem gyártanak higanyos lázmérőt.

#### Beckmann-hőmérő
A Beckmann-hőmérő kb. 50 cm hosszú precíziós hőmérő, 0,01 °C-os osztású skálázata – kb. 30 cm – pedig mindössze 5-6 °C-ot ölel fel. A Beckmann-hőmérő abban különbözik a hagyományos higanyos hőmérőtől, hogy a kapilláris felső vége egy U alakú csövecskébe torkollik, amelyben tartalékhigany található. E tartalékhigany teszi lehetővé, hogy – bár skálázatán csak 5-6 °C hőmérséklet-különbség észlelhető – ennyi különbség elvben a higany olvadáspontja (−38 °C) és forráspontja (356 °C) között bármely hőmérsékletnél mérhető.

### Folyadékkristályos hőmérők
Az ún. koleszterikus folyadékkristályok színe változik a hőmérséklettől függően. Melegítésre az anyagok színe a teljes látható színtartományban, a vöröstől az ibolyáig változhat.
A mérési tartománya 1-2 °C-tól kb. 20 °C-ig terjed, pontossága néhány tized fok.

### Hőérzékeny festékek
Bizonyos anyagok színe hőmérsékletváltozás hatására ismert módon változik. Ilyen például az erősen mérgező ezüst-higany-jodid vagy a réz-higany-jodid. Pontos mérésekre nem alkalmas, de nagy felületen is alkalmazható jelzőeszköz, például gépek hőmérsékleti szempontból kritikus területeit jelezheti.

### Gázhőmérők
Akár az állandó térfogatú gáz nyomásának, akár az állandó nyomású gáz térfogatának változása alkalmas a hőmérséklet mérésére. Körülményessége miatt a gázhőmérők többnyire csak laboratóriumokban használatosak, igen alacsony hőmérsékleteken, a termodinamikai hőmérsékleti skála megvalósításában azonban fontos szerepet játszanak.
A héliumos gázhőmérőkkel például egészen −270 °C-ig mérhetünk.

### Fémhőmérők

#### Fémrudas hőmérők
Más néven lineáris hőmérő, egy fém lineáris hőtágulását használja fel. A mérőrudat közel zérus hőtágulású anyagból (invar) készítik, és maga a tartó nyúlása okozza az észlelhető különbséget. Nagy erő kifejtésére képes.

#### Bimetál hőmérők
Különböző hőtágulású, összehegesztett fémszalagok meggörbülését használják ki.

#### Termoelem

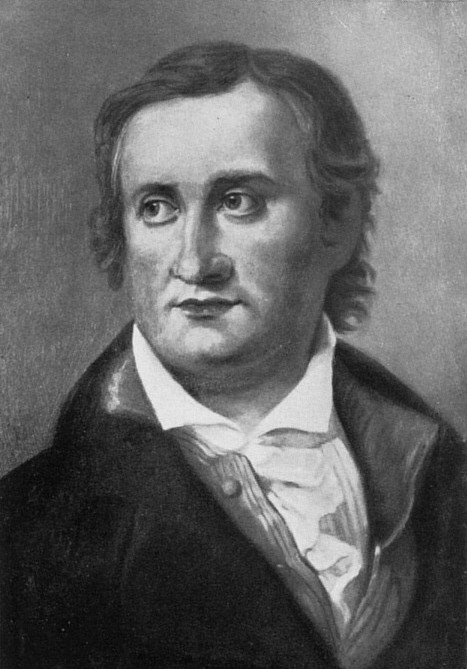
Thomas Johann Seebeck (1770–1831)

Két különböző, megfelelő anyagú fémszál egyik végükön való összehegesztésével kapott hőmérő. Az érintkezési pontjuk hőmérsékletével (melegpont) arányosan 10-50 μV/K feszültség mérhető a különálló végek között (hidegpontok).
Előnye, hogy – megfelelő fémpárt választva – különösen nagy intervallumban, −200 és 1700 °C közötti tartományban is lehet mérésre használni.
A termoelem – vagy más elnevezéssel „hőelem” – működésének elméleti alapját a fém-fém érintkezési felületen kialakuló ún. kontaktegyensúly és a Seebeck-effektus adja. Ha két különböző fémrudat, fémszálat (M és Me) érintkezésbe hozunk, a két fém szabad végei között elektromos potenciálkülönbség alakul ki, amit kontaktpotenciálnak nevezünk (1. ábra).

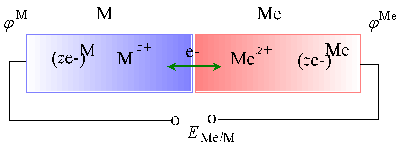
1. ábra: A kontaktpotenciál értelmezése fém-fém között

A kontaktpotenciál kialakulását úgy értelmezzük, hogy a két érintkező fémben az elektronok energiaállapota eltér egymástól. Ezen túlmenően a fémekben különbözhet a szabad vegyértékelektronok száma, vagyis az elektronkoncentráció is. Mivel a közös fázishatár csak az elektronok számára átjárható, az összeérintés pillanatától kezdődően abból a fémből, amelyben nagyobb az elektronok energiaszintje, időegység alatt több elektron jut át a fázishatáron, mint amennyi fordított irányban áramlik, azaz viszonylag rövid idő alatt az elektronok megoszlásában beáll az egyensúlyi állapot.

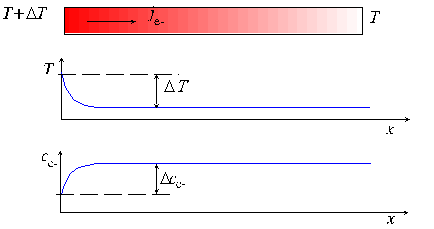
2. ábra: A Seebeck-effektus értelmezése

Mivel az egyensúly beállása közben az egyik fémből a másikba meghatározott mennyiségű elektron lép át, a két fém végei között elektromos potenciálkülönbség alakul ki. Ezt a potenciálkülönbséget nevezzük érintkezési-, vagy kontaktpotenciálnak (EMe/M).
A kontaktpotenciál értéke hőmérsékletfüggő, ami azzal magyarázható, hogy a fémekben az elektronok energiája függ a hőmérséklettől, de az egyes fémeknél a hőmérsékletfüggés eltérő. Ha egy fémes vezető két vége között ΔT  a hőmérséklet-különbség, akkor a vezetőben elektronáram jön létre a nagyobb hőmérsékletű hely felől a kisebb felé mindaddig, amíg a vezető hossza mentén a hőmérséklet-eloszlásnak megfelelő egyensúly nem áll be. Ez a jelenség a Seebeck-effektus. A 2. ábra egy vezetőben a hőmérsékletet és az elektronok koncentrációját szemlélteti a vezető hossza mentén. Az M vezető két vége között az ún. abszolút Seebeck-koefficienssel (sM) arányos elektromos potenciálkülönbség (ΔφM) lép fel.

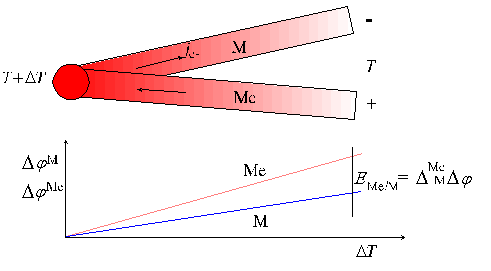
3. ábra: A termofeszültség értelmezése

Az egyik végén összeérintett M és Me fémpár (termoelem) esetén mindkét fém hideg és meleg vége között fellép a hőmérséklet-különbséggel arányos elektromos potenciálkülönbség:
ΔφM = sMΔT illetve ΔφMe = sMeΔT .
A termoelem (3. ábra) két szabad vége (a hidegpontok) között pedig a hideg és a közös végek (melegpont) közötti ΔT hőmérséklet-különbséggel arányos elektromos potenciálkülönbség különbsége, azaz termofeszültség (EMe/M) keletkezik, vagyis
ΔφMe – ΔφM = (sMe -sM)ΔT
Δφ = sΔT
EMe/M = sMe/M/ΔT
A kifejezésben sMe/M a Seebeck-koefficiens, ami egy adott fémpár (termoelem) esetében a kontaktpotenciál (termofeszültség) változását adja meg 1 K hőmérséklet-különbség hatására.

### Ellenálláshőmérők
Fémek és félvezetők elektromos ellenállása függ a hőmérséklettől. Mivel az elektromos ellenállást, illetve ennek változásait igen pontosan lehet mérni, az ellenállásmérést hőmérsékletmérésre használhatjuk fel.
A félvezető ellenállások, más néven termisztorok két csoportba oszthatók: negatív hőmérsékleti együtthatójú ellenállások (NTK-ellenállások), illetve pozitív hőmérsékleti együtthatójú ellenállások (PTK-ellenállások).

### Galilei-hőmérő

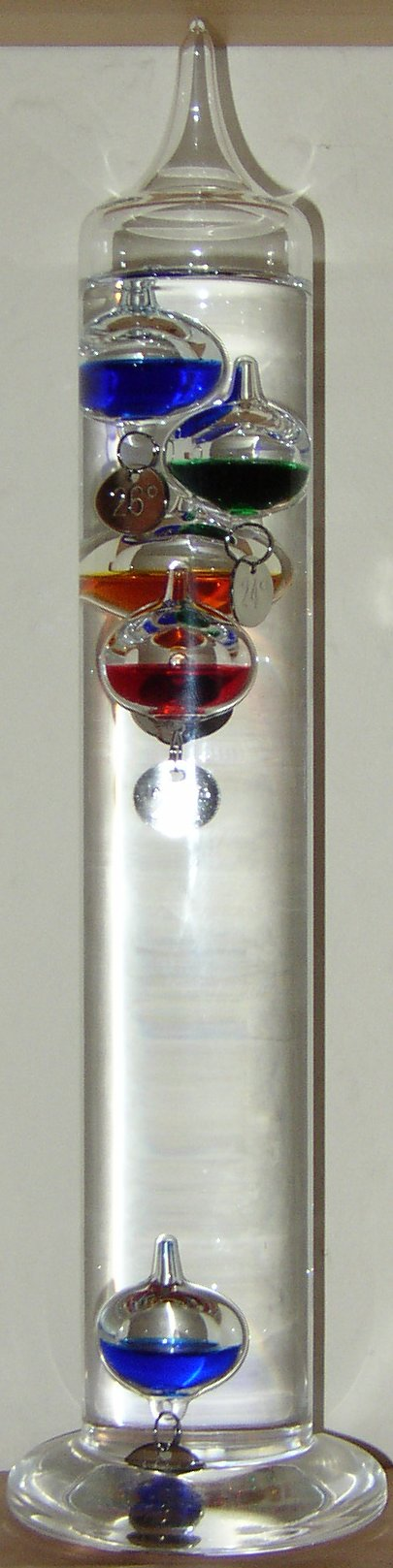
Galilei-elvű szobahőmérő

Ha egy folyadék hőmérséklete megváltozik, a folyadékban úszó tárgyak relatív sűrűsége is megváltozik, így vagy lesüllyednek, vagy felúsznak a közeg tetejére, mert érvényesül Arkhimédész törvénye.
A mérőeszköznek nagy a hőtehetetlensége, és több úszóval kb. fokonkénti hőmérsékletváltozás jelezhető, szűk tartományban. A hőmérsékletet a színes golyókon függő plombákról lehet leolvasni. A golyók súlykülönbsége mindössze kb. 2×10−5 newton. Ez biztosítja a kb. 1 °C-nyi felbontást. A golyók lesüllyednek, ha a hőmérséklet növekszik és felemelkednek, ha a hőmérséklet csökken. A folyadék sűrűsége ugyanis csökken, ha nő a hőmérséklet – az úszó testek tömege és térfogata gyakorlatilag állandó – a kiszorított folyadék súlya tehát kisebb lesz, így a felhajtóerő csökken. Az aktuális hőmérséklet a felső részen úszó legalsó golyón függő plombáról olvasható le.

## Távhőmérők

### Pirométerek
A pirométerekkel a magas hőmérsékletű testek sugárzását mérik, ilyenkor a hőmérő nem érintkezik a mérendő testtel.
A hőenergiával rendelkező testek hőmérsékleti sugárzást bocsátanak ki, amelynek hullámhossza főleg az infravörös, a látható vagy ultraibolya tartományba esik (0,8…15 µm). A mérési módszerek a fekete testek hőmérsékleti sugárzására vonatkozó törvényeken alapulnak (ezeket Planck, Stefan, Boltzmann és Wien dolgoztak ki). Az ipari körülmények között speciális esetekben alkalmazzák, például izzó olvadékok hőmérsékletének mérésénél, pontatlansága, zavarérzékenysége miatt.
Száz éve a mérőeszközök és/vagy gázok hőtágulásának mértékét mechanikusan rögzítették, így tudtak következtetni a legmagasabb hőfokra 

### Infravörös hőmérő
Egy irányérzékeny elektronikus szenzor a rá ható infravörös sugárzástól függően változó feszültséget bocsát ki. −30 – +400 °C tartományban tud mérni, a szobahőmérséklet közelében több mint 2 °C-os pontatlansággal. Vannak sokkal nagyobb mérési tartományban mérők is, pl. −50 - +1600 °C között.

### Infravörös kamera
A vizsgált területről hőtérkép készítésére alkalmas elektronikus eszköz. A felület hőmérsékletétől függő „hamis színezéssel” jeleníti meg egy képernyőn a vizsgált területet. Jellemző felhasználási területe egy gépi berendezésen a „forró pontok” kimutatása, illetve épületeknél a hőveszteség helyének felfedése. Élettani vizsgálatoknál is lehet szerepe.